# Ratchathewi
Ratchathewi (thaï : ราชเทวี, API : [râːt.t͡ɕʰā.tʰēː.wīː]) est l’un des 50 khets de Bangkok, Thaïlande.

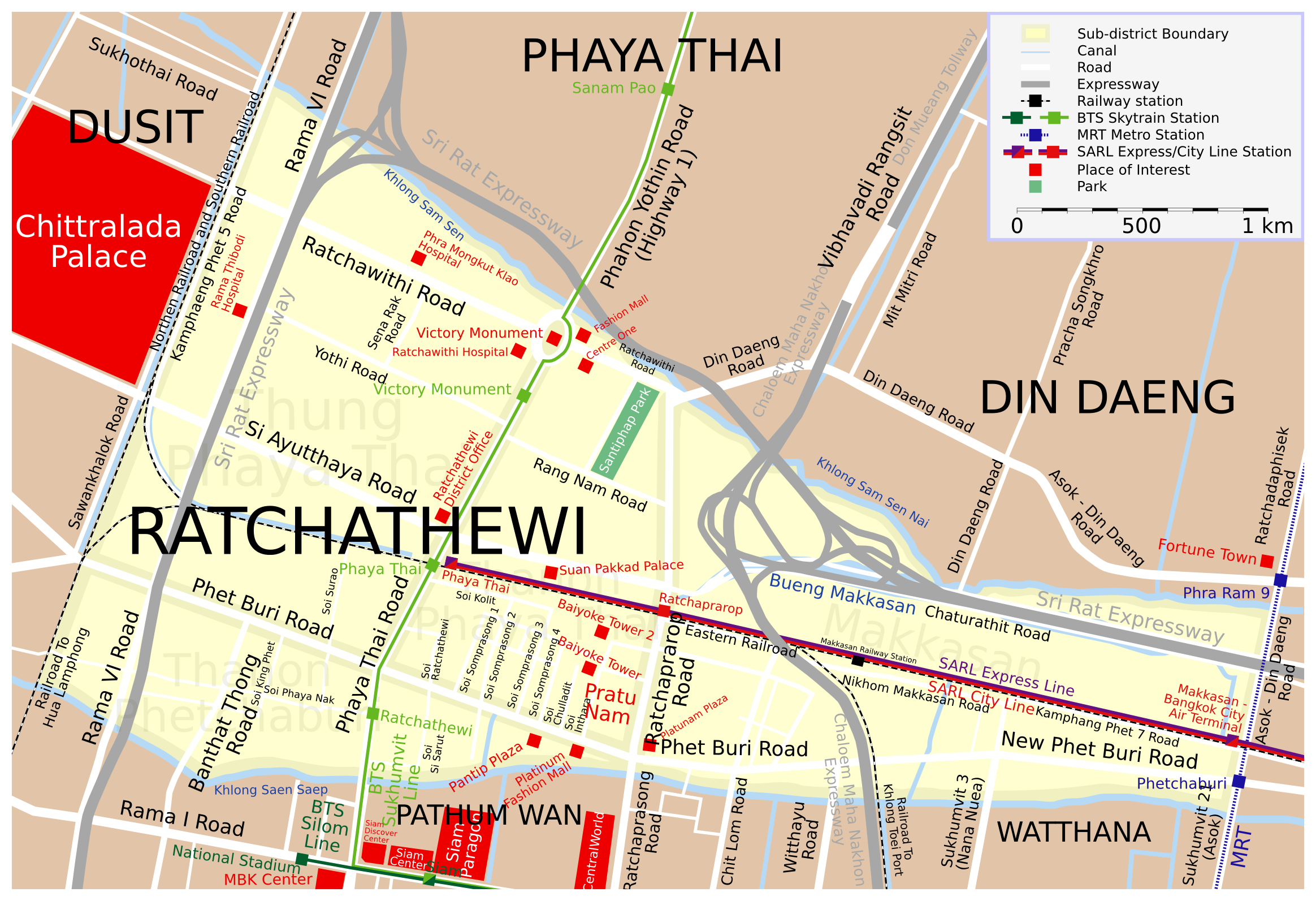
Carte de Ratchathewi

## Points d'intérêt
- Gratte-ciel Baiyoke Tower II
- Musée de maisons traditionnelles thaïes Palais Suan Pakkad
- Musée du travail thaïlandais (Thai Labour Museum)[1],[2],[3]
- Le Palais Phaya Thai[4]
- Ministère des Affaires étrangères
- Autorité du tourisme de Thaïlande

## Galerie

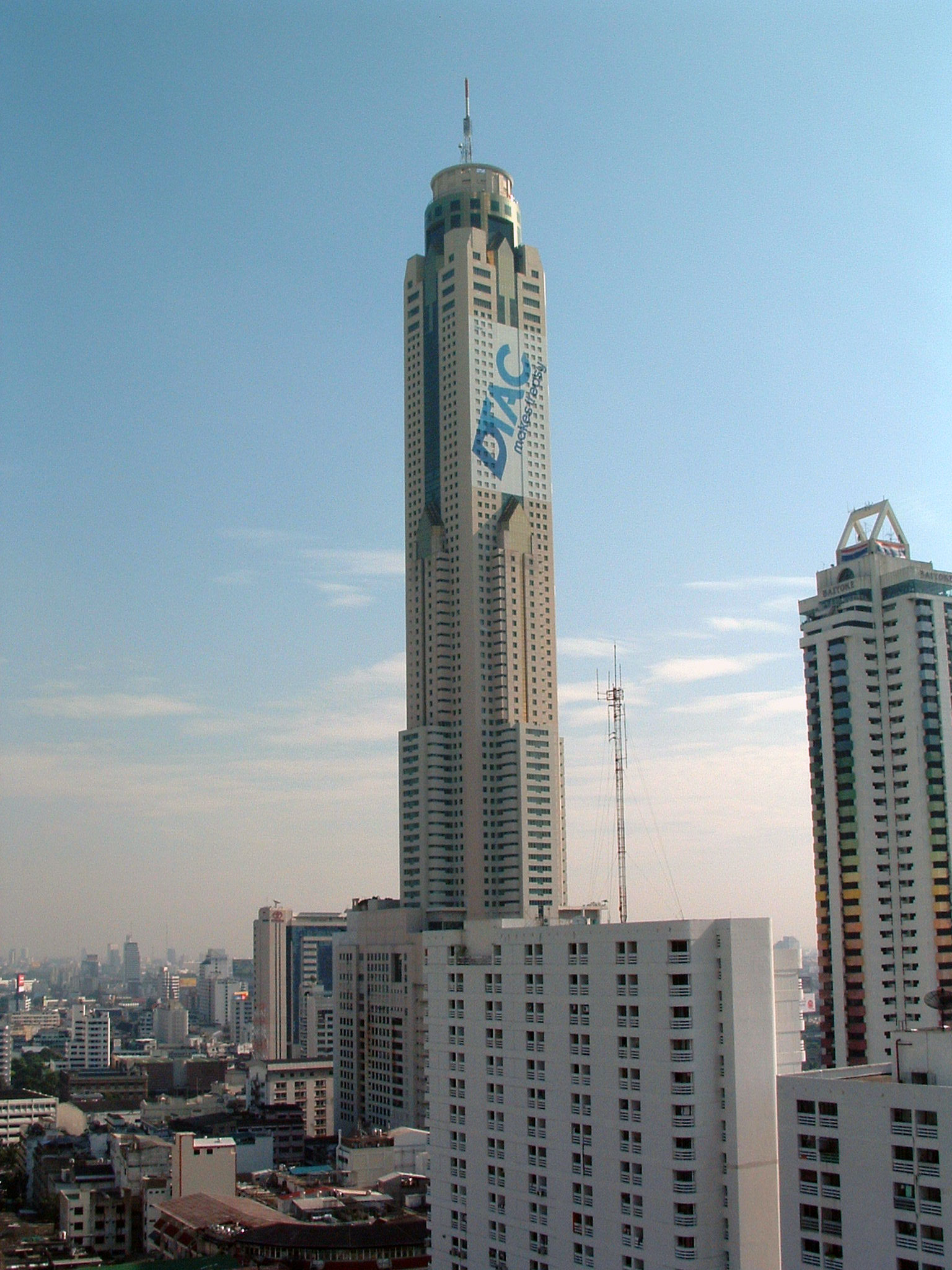
La Baiyoke Tower II
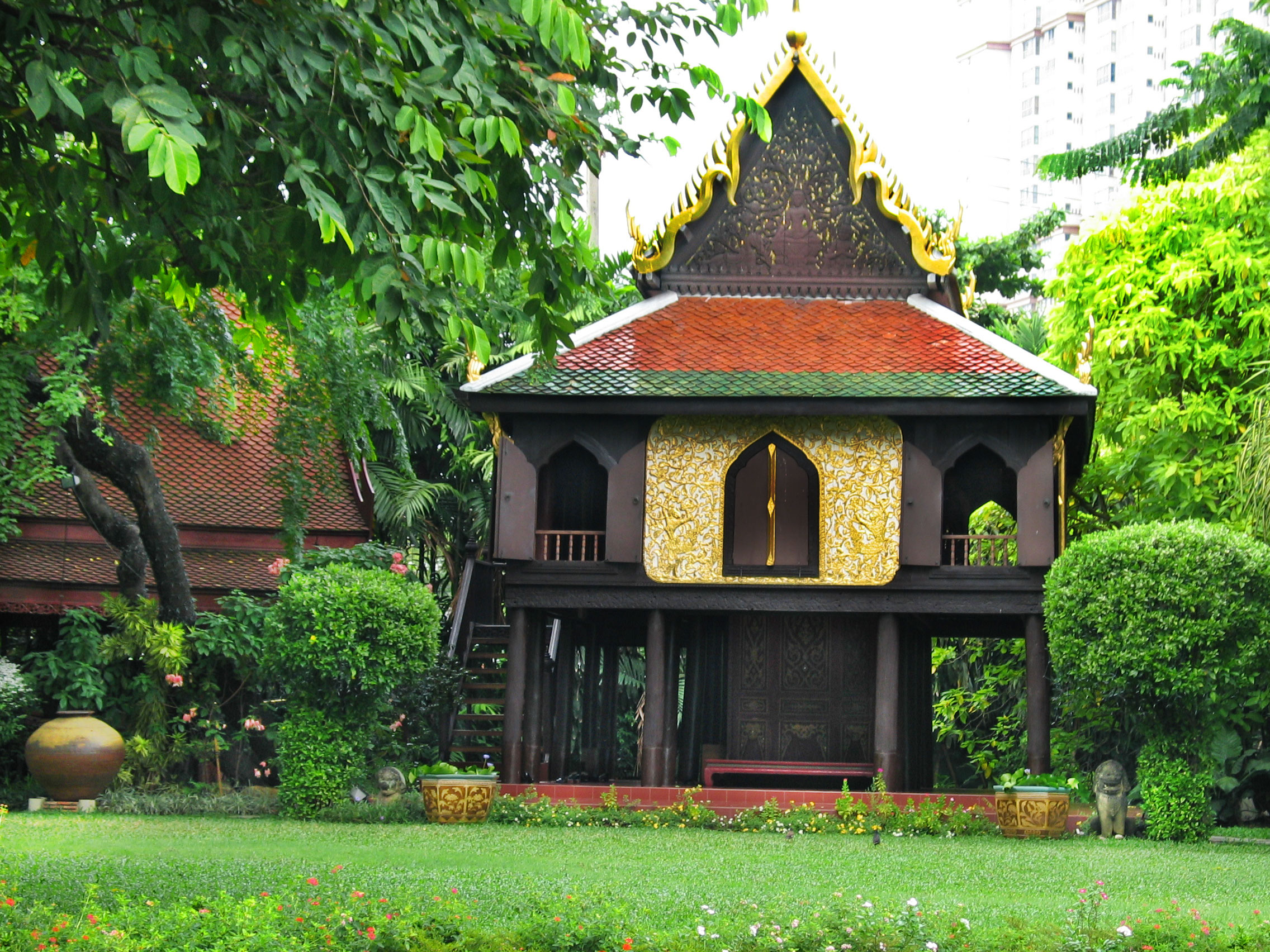
Le palais Suan Pakkad
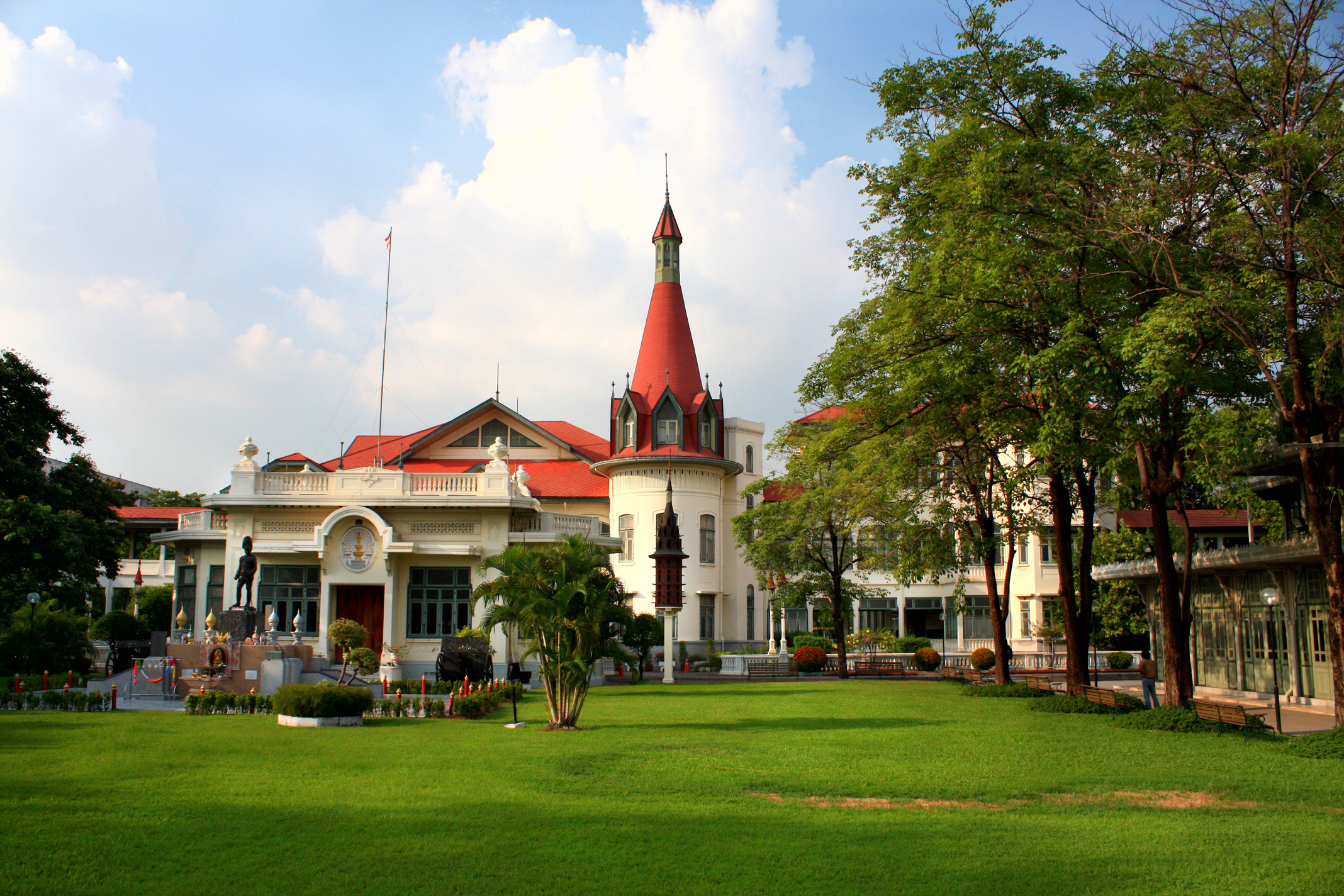
Palais Phaya Thai